# House Committee on Un-American Activities
Het House Committee on Un-American Activities of HCUA (in de volksmond vaak HUAC) was een commissie van het Amerikaanse Huis van Afgevaardigden, die van 1938 tot 1975 belast was met het opsporen en stoppen van "on-Amerikaanse activiteiten" waaronder verstaan werd alle (vermeende) fascistische, communistische en cryptocommunistische activiteiten. Vanaf 1969 heette het officieel Committee on Internal Security. 
De commissie beleefde zijn drukste tijd tijdens het zogeheten Mccarthyistische tijdperk, een hoogtepunt in de Koude Oorlog aan het begin van de jaren vijftig. In deze periode werd in de Verenigde Staten onder aanvoering van de Republikeinse senator Joseph McCarthy een ware heksenjacht ontketend tegen iedereen die ook maar enigszins van socialistische sympathieën werd verdacht. Vele intellectuelen, kunstenaars, acteurs, schrijvers en wetenschappers - onder wie de "vader" van de atoombom Robert Oppenheimer, nadat hij gezegd had niet achter het gebruik van de atoombom te staan - werden voor de commissie gedaagd, en veelal schuldig bevonden.
In 1975 werd de commissie opgeheven en werden de taken ondergebracht bij het House Judiciary Committee. 
De activiteiten van senator Joseph McCarthy vielen niet onder de HCUA omdat hij geen lid was van het Huis van Afgevaardigden, maar vielen er ideologisch en praktisch wel mee samen.